# Alte Komische Oper Berlin

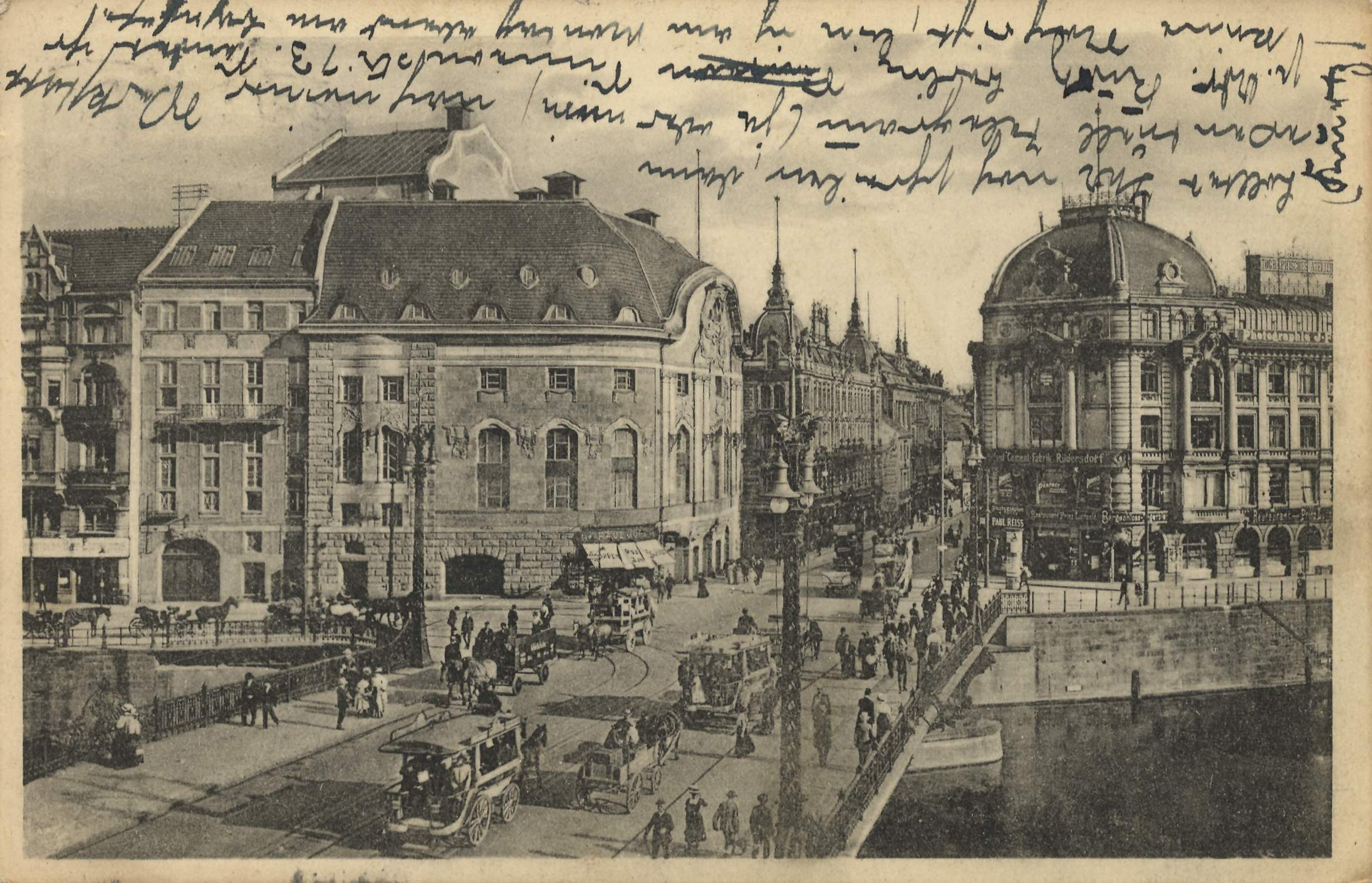
Komische Oper auf einer 1912 versandten Ansichtskarte

Die alte Komische Oper war ein privatwirtschaftlich betriebenes Opernhaus im Berliner Ortsteil Mitte des gleichnamigen Bezirks, Friedrichstraße 104, an der Weidendammer Brücke. Sie ist nicht zu verwechseln mit der heutigen Komischen Oper, Behrenstraße 55–57. Die Namensgebung Komische Oper bezog sich auf die Pariser Opéra-Comique, deren Name sich vom Genre der Opéra-comique ableitete. 

## Geschichte
Das Haus wurde in rund elf Monaten Bauzeit von Dezember 1904 bis November 1905 errichtet. Mit Planung und Bauausführung war das Berliner Baugeschäft Lachmann & Zauber beauftragt, als Entwurfsurheber für die Fassadengestaltung wird der dort angestellte Architekt Arthur Biberfeld (1874–1959) genannt.

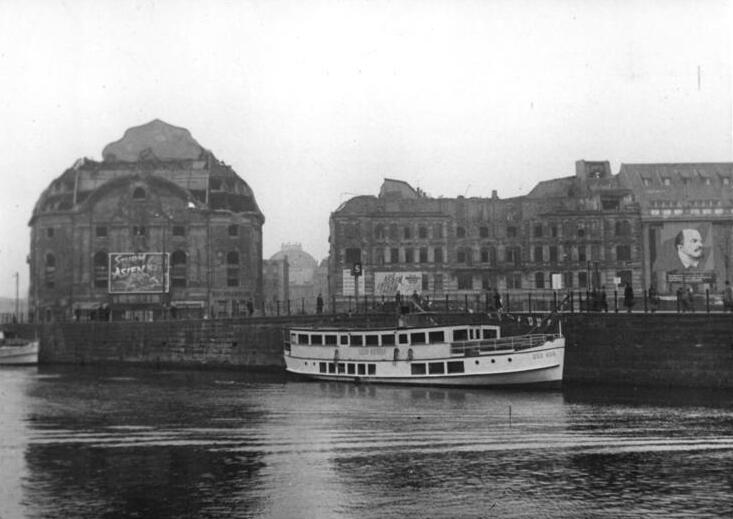
Ruine der alten Komischen Oper (linkes Gebäude) an der Weidendammer Brücke, 1950

In der Umgebung befanden sich außer dem Bahnhof Friedrichstraße als Verkehrsknoten auch der Admiralspalast, in den 1920er Jahren eines der bekanntesten Revuetheater Berlins, weitere Theater und diverse bekannte Hotels. Aus dieser zentralen Lage resultierte schon zur Bauzeit ein hoher Grundstückspreis, aus dem sich wiederum die Notwendigkeit ergab, das Gebäude auf einem relativ kleinen, mit 1370 m² für ein Musiktheater eigentlich zu beengten Grundstück zu errichten. Der Bauherr und erste Intendant des Hauses (bis 1911), Hans Gregor, bezeichnete den Zuschauerraum als „dilettantisch verpfuscht“, der im Parkett und auf drei frei auskragenden Rängen 1254 Sitzplätze hatte. Vor der 9,20 m breiten Bühnenöffnung bot der Orchestergraben Platz für bis zu 60 Musiker. Zuschauerraum, Wandelgänge und Foyer waren aufwändig dekoriert, der von der Berliner Bildhauerwerkstatt für Stuck- und Antragearbeiten Albert Kretzschmar ausgeführte plastische Schmuck ließ sich stilistisch zwischen Neobarock und Jugendstil einordnen.
Nach dem Weggang des Intendanten Hans Gregor wurden verstärkt Operetten gespielt. Die Sängerin Aurelie Révy (1879–1957) übernahm die Leitung der Komischen Oper. Ein Höhepunkt in dieser Phase war 1917 die Uraufführung des Schwarzwaldmädels. In den 1920er Jahren verlagerte sich der Schwerpunkt – dem allgemeinen Zeitgeschmack folgend – hin zu Revuen. Das Haus gelangte Anfang der 1920er Jahre in das Eigentum der Internationalen Neuheiten-Vertriebs-Gesellschaft.

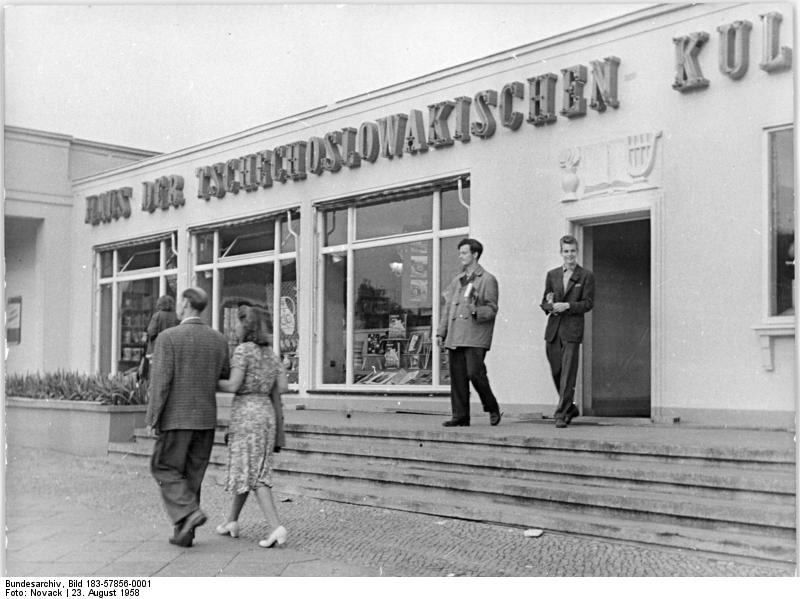
Haus der Tschechoslowakischen Kultur, 1958

Im Jahr 1929 nahm der Berliner Architekt Martin Punitzer eine den gewandelten Musikgeschmack widerspiegelnde gestalterische Modernisierung vor, bei der insbesondere im Inneren des Gebäudes das inzwischen als überladen und altmodisch empfundene plastische Dekor beseitigt wurde. An der Fassade wurden über dem Eingang Leuchtkästen aus Opakglas angebracht, womit man dem zeitgenössischen Trend zur gerade in den Abendstunden Aufmerksamkeit heischenden Lichtreklame folgte. Doch parallel dazu kam die Gesellschaft in Finanznot und bot das Haus bei einer Versteigerung zum Kauf an.
Mitte der 1930er Jahre leitete Kurt Strickrodt das Haus.
Das Gebäude brannte im Zweiten Weltkrieg aus; 1952 wurde es abgerissen. Das Theater wurde im Zweiten Weltkrieg nicht zerstört, sondern lediglich beschädigt. Im Erdgeschoss zogen Geschäfte ein. Nach Einzug einer Zwischendecke wurde der Saal als Lichtspieltheater genutzt. Auf der entstandenen Freifläche wurden 1955 bzw. 1956 das Haus der Tschechoslowakischen Kultur und das Haus der Polnischen Kultur errichtet. Beide erhielten Mitte der 1970er Jahre ein neues Domizil.

## Architektur

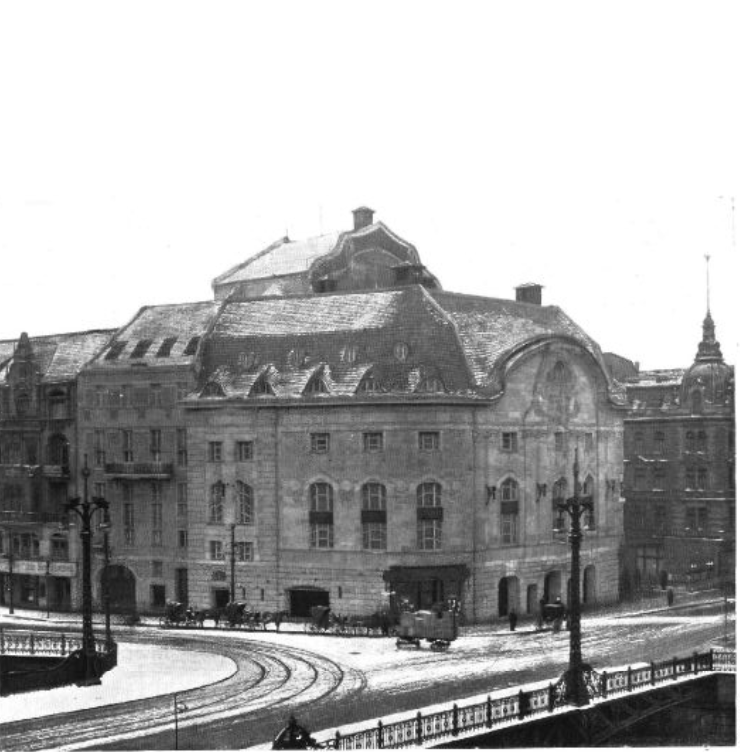
Alte Komische Oper Berlin, 1906

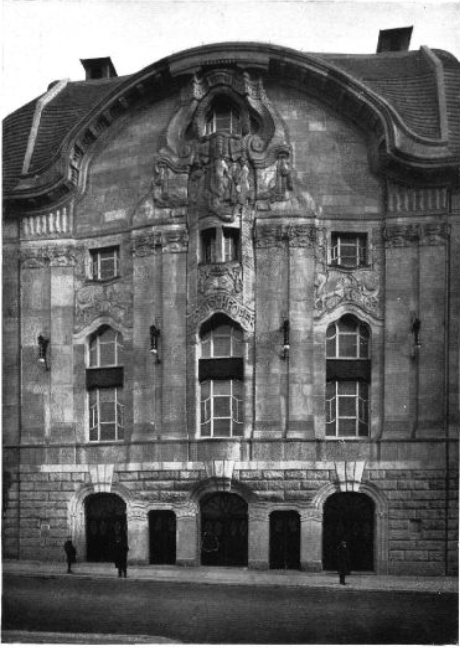
Mittelbau Alte Komische Oper

Im äußeren Erscheinungsbild des Theatergebäudes traten durch die Kolossal-Pilaster und die Rundungen (Dach, Gebäudekanten und Giebelfeld) die neobarocken Züge in den Vordergrund. Das Opernhaus stand mit der Hauptseite zur Friedrichstraße und hatte einen „mächtigen“ Giebel, der das Grundbauwerk auffällig im „kühnen Bogen krönte“. Der Bauschmuck in der Giebelfläche zeigte drei Grazien, die die Musen des Tanzes (Terpsichore), des Gesangs (Polyhymnia) und des Musizierens symbolisierten. Der Name des Hauses – Komische Oper – prangte als Schriftband über dem Eingang. Beiderseits zierte ein von Pegasus gezogener Thespiskarren die Schrift. Als Hochrelief waren sechs Medaillons gestaltet, die verschiedene Stil- und Zeitepochen verkörperten: Mit diesen Schmuckelementen hatte der Architekt die Geschichte der Musik vom klassischen Altertum (= Orpheus) über das Mittelalter (= heilige Cäcilie), die Renaissance (= Minnesänger), das Rokoko bis zum Biedermeier symbolhaft nachgezeichnet. Weiterhin gliederten in Kupfer getriebene waagerechte Brüstungen die Hauptfassade und deuteten damit die inneren Zuschauerränge an. Die Putzfassaden am Weidendamm und am benachbarten Savoy-Hotel erhielten Maskenfriese.
Das Hauptportal umfasste fünf einzelne Tore, die drei mittleren waren etwas größer. Je ein verzierter Schlussstein bildete deren Abschluss. Der untere Bereich der Hauptfassade wurde mit einem stark geschwungenen und balkonartig ausgebildeten Gurtgesims abgeschlossen. Die reich geschmückten Fassadenelemente bestanden überwiegend aus hellem Cottaer Sandstein. Das leicht gewölbte tonnenartige Dach wurde von zwei Reihen Dachgauben unterbrochen.

## Uraufführungen in der Komischen Oper (Auswahl)
- 21. Februar 1907: Romeo und Julia auf dem Dorfe (Oper. Libretto von Frederick Delius, Jelka Rosen-Delius und Charles Francis Keary, Musik von Frederick Delius)
- 7. April 1916: Der Favorit (Operette. Libretto von Fritz Grünbaum und Wilhelm Sterk, Musik von Robert Stolz)
- 25. August 1917: Schwarzwaldmädel (Operette. Libretto von August Neidhart, Musik von Leon Jessel)
- 22. September 1933: Akrobaten des Glücks (Operette. Libretto von Oskar Felix, Musik von Walter Wilhelm Goetze, Dirigent: Ernst Römer)
- 4. Januar 1935: Heirat nicht ausgeschlossen (Lustspiel mit Musik. Libretto von Richard Keßler, Musik von Walter Kollo)
- 22. März 1935: Die Frau im Spiegel (Lustspiel-Operette. Libretto von Theo Halton und Günther Schwenn Musik von Will Meisel)
- 1935 [?]: Jeden Tag kann Hochzeit sein (Musikalisches Lustspiel. Libretto von Rudolf Kurtz, Musik von Herbert Walter)[11]
- 24. Januar 1937: Der Schneider treibt den Teufel aus (Komödie von Juliane Kay, Regie: Friedrich Hellmund)

## Sänger und Schauspieler in der (alten) Komischen Oper (Auswahl)
Hans Albers, Hanns Bosenius, Paul Heidemann, Martin Hellberg, Erik Ode, Ewald Wenck, Blandine Ebinger, Hilde Gebühr, Ida Perry, Fee von Reichlin, Grethe Weiser